# Mount Nespelen
Mount Nespelen ist ein wuchtiger Berg und die höchste Erhebung der Küstengebirge zwischen dem Mackay-Gletscher und dem Fry-Gletscher im ostantarktischen Viktorialand. Er ragt an der Nordflanke des Benson-Gletschers und 6,5 km südlich des Mount Davidson auf.
Die neuseeländische Nordgruppe der Commonwealth Trans-Antarctic Expedition (1955–1958) benannte ihn nach der USS Nespelen, einem Tanker des US-Verbands im McMurdo-Sund von 1956 bis 1957.